# Hôtel de préfecture de l'Aisne
L'hôtel de préfecture de l'Aisne est un édifice abritant le siège de la préfecture du département de l'Aisne. Il est situé à Laon, la préfecture du département.

## Historique
La préfecture est installée dans les anciens bâtiments de l'abbaye Saint-Jean de Laon.